# Hôtel de ville de Kneiphof

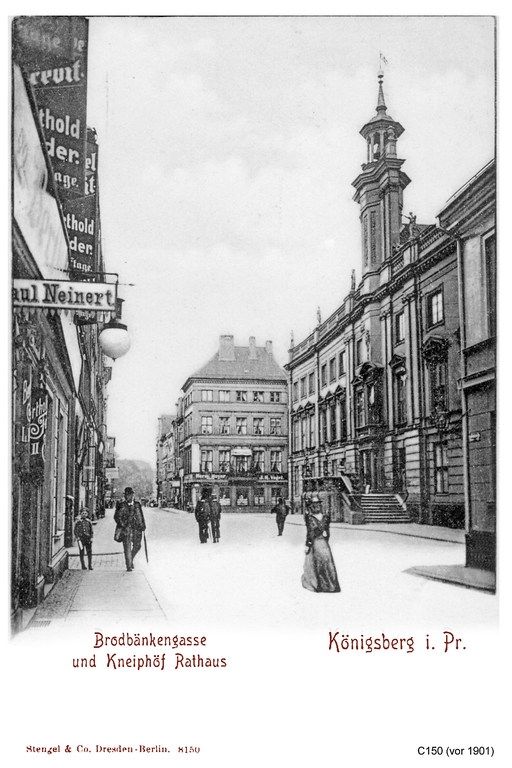
Carte postale représentant la mairie et la Brodbänkenstraße, vers 1908

L'hôtel de ville de Kneiphof (en allemand : Kneiphöfisches Rathaus    ) était l'hôtel de ville de Kneiphof, d'abord une ville indépendante et plus tard un quartier de Königsberg, en Allemagne. Il a servi d'hôtel de ville de Königsberg de 1724 à 1927, après quoi il est devenu un musée jusqu'à sa destruction en 1944. 
La mairie, ou Rathaus, était située le long de la Brodbänkenstraße. Il est mentionné pour la première fois en 1374, il a été rénové en 1387. Les conflits politiques et religieux entre les différents états de Prusse et les fonctionnaires du duché de Prusse au cours des années 1560 ont conduit à l'implication du roi Sigismond II Auguste de Pologne, souverain du duché de Prusse. Le 28 octobre 1566, Albert Ier, duc de Prusse, fait décapiter les conseillers Johann Funck, Matthias Horst et Hans Schnell au marché de la mairie, Johann Steinbach et Paul Skalich fuyant le pays. 
De 1695 à 1697, la mairie a été remaniée avec un style baroque, avec des pilastres, un clocher, des sculptures sur le toit et un escalier doré avec une paire de statues d'ours tenant un bouclier. Avec l'unification de Kneiphof, Altstadt et Löbenicht qui a constitué Königsberg en 1724, la mairie de Kneiphof fut choisie comme hôtel de ville. En 1838, le bâtiment a été agrandi à l'est avec trois fenêtres. La salle du magister était décorée d'un toit en stuc par un maître inconnu. Le conseil municipal s'est réuni dans l'aile Junkersaal. Avant le bâtiment était un monument de Hans von Sagan . 
En 1927, l'administration de la ville a déménagé dans le Stadthaus dans le nord de Königsberg, avec quelques départements restant à Kneiphof. La même année, le peintre Eduard Anderson (de) plaide pour la création du musée de la ville de Königsberg (de) au sein de la mairie, inaugurée en 1928. 

L'hôtel de ville de Kneiphof a été détruit en août 1944 lors du bombardement de Königsberg pendant la Seconde Guerre mondiale. 

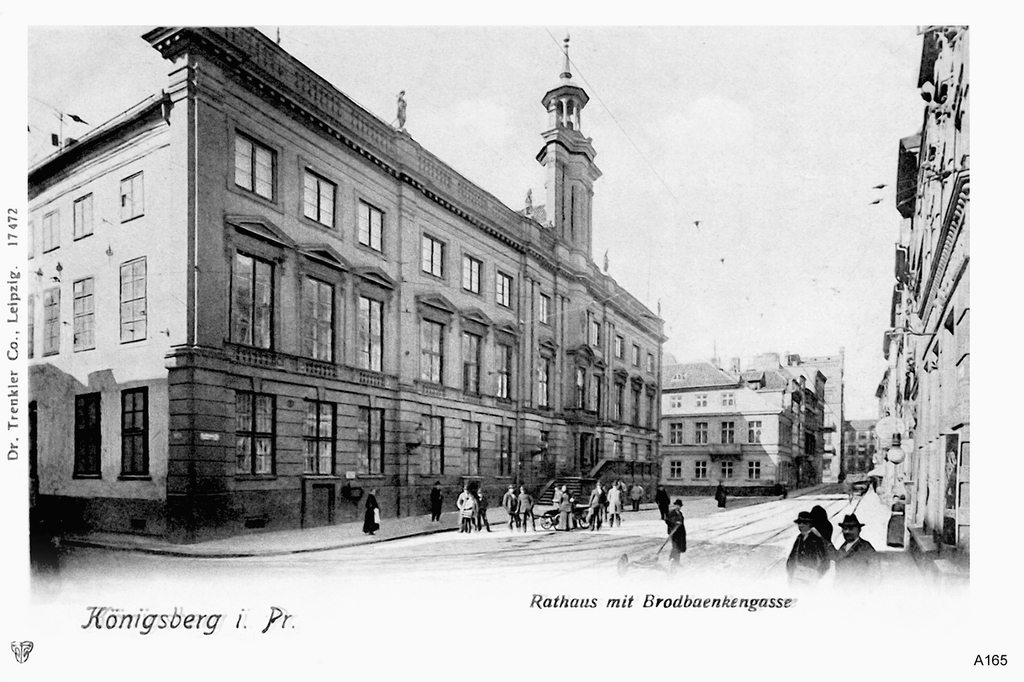
Carte postale représentant l'hôtel de vile et la Brodbänkenstraße, vers 1907
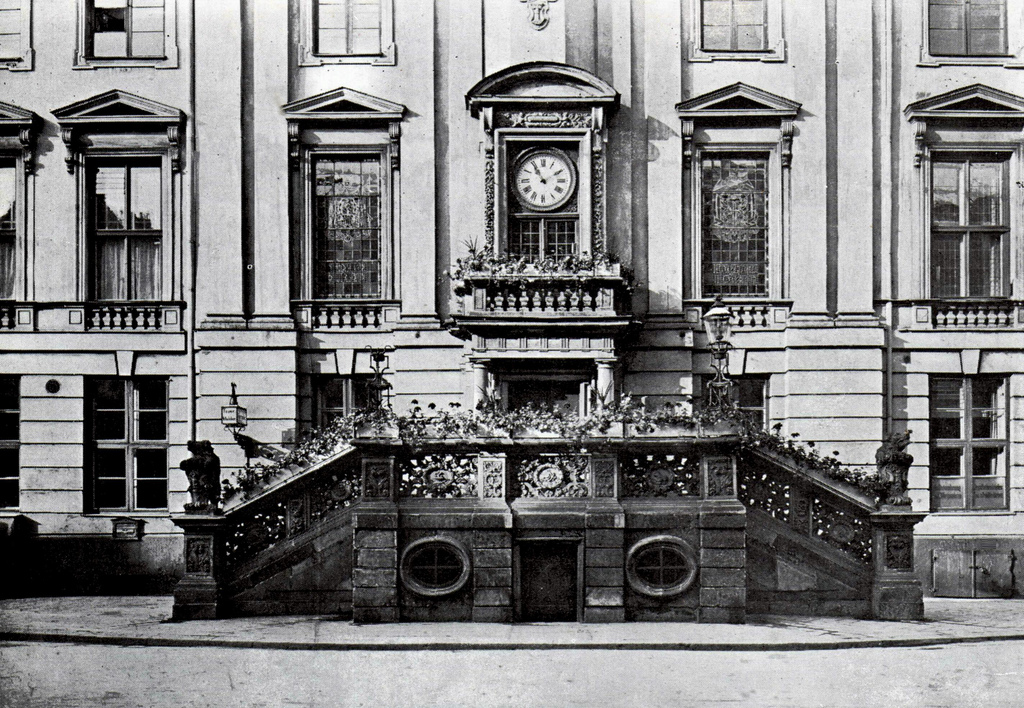
Façade de l'hôtel de ville